# Ponte del Diavolo (Lanzo Torinese)
Il ponte del Diavolo o ponte del Ròch ("pietra" in piemontese) venne edificato nel 1378 con lo scopo di collegare Lanzo Torinese e le sue valli con Torino.

## Storia

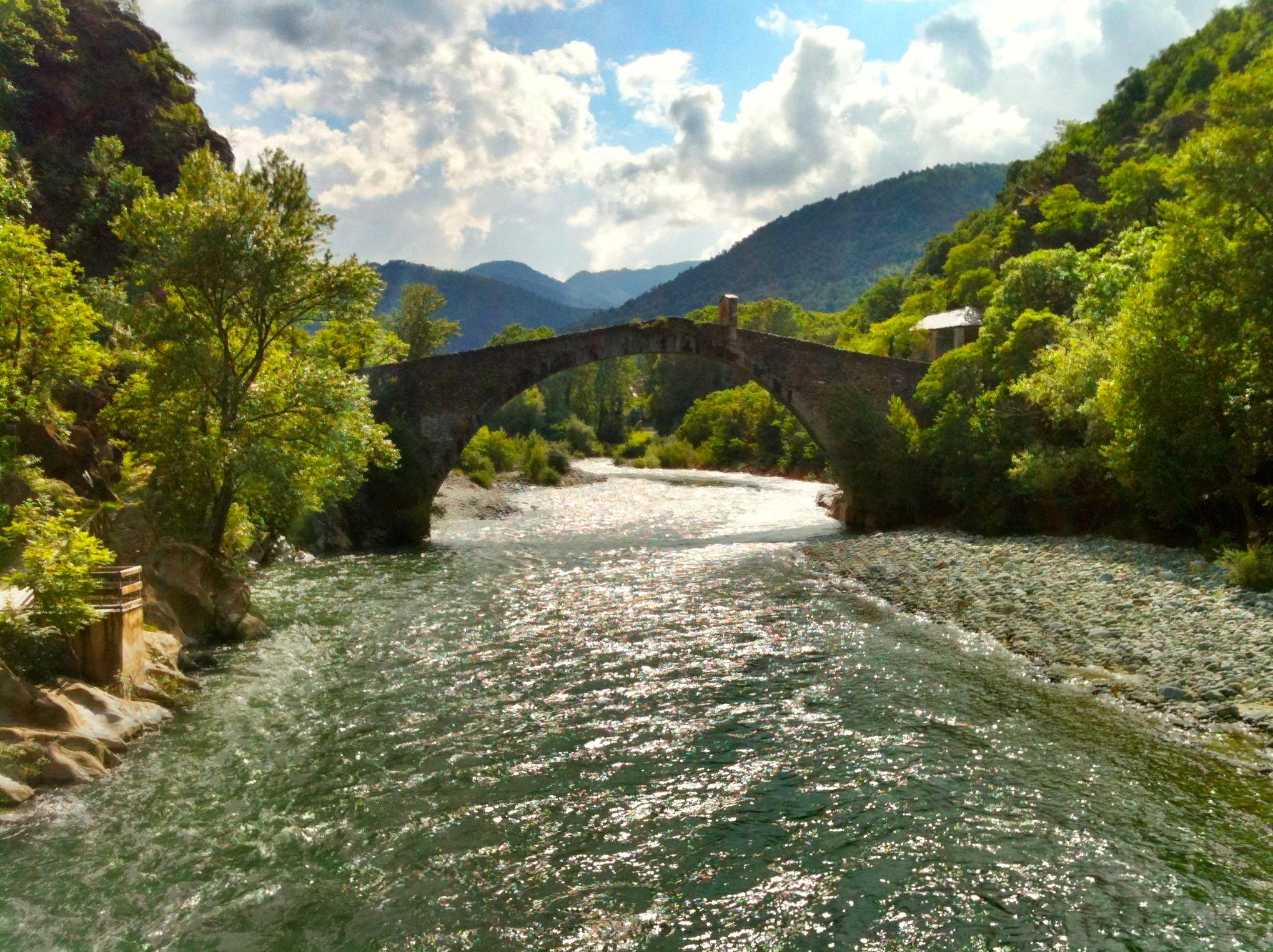
Il profilo del ponte

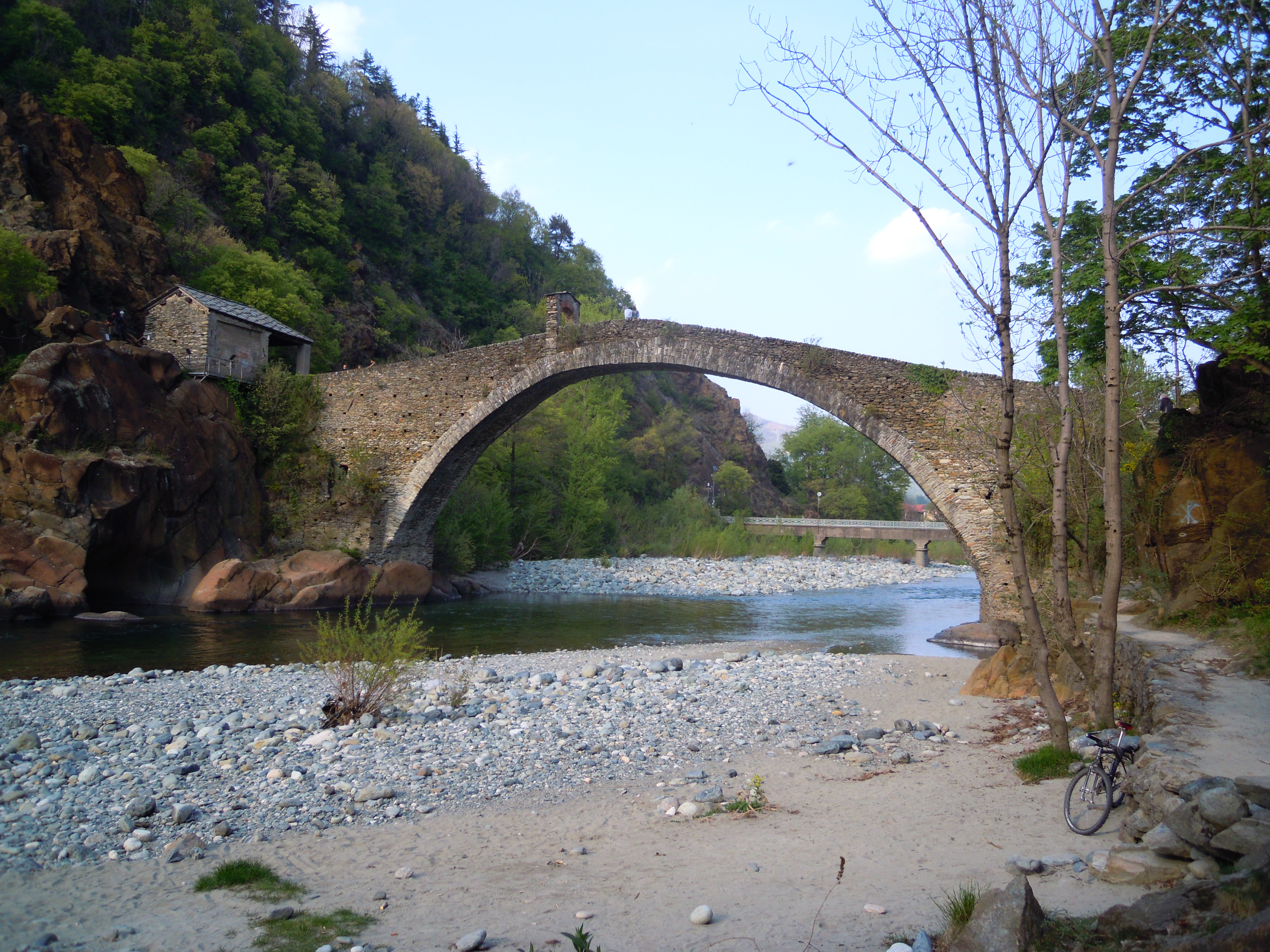
Visione pomeridiana del ponte verso valle

Il ponte del Diavolo fu edificato nel 1378 con il consenso del vice castellano di Lanzo, Aresmino Provana di Leynì, collaboratore di Amedeo VI di Savoia (conosciuto come il Conte Verde). La spesa per costruirlo, interamente sostenuta dalla Castellania di Lanzo, fu di 1400 fiorini (per sostenere questa spesa venne imposta una tassa sul vino per dieci anni). Il ponte del Diavolo serviva a collegare Lanzo e le sue valli con Torino superando la Stura e permettendo così di evitare il passaggio da Balangero, Mathi e Villanova, territori governati dai principi di Acaja, e da Corio, sotto il controllo dei marchesi del Monferrato, entrambi ostili ai Savoia.
Nel 1564 il Consiglio di Credenza di Lanzo ordinò la costruzione di una porta sul ponte per evitare che forestieri portassero in Lanzo la peste che si era diffusa in Avigliana e zone limitrofe.
Il nome del ponte deriva dalla leggenda secondo la quale fu il diavolo in persona a costruire il ponte dopo che per ben due volte ne era stato edificato uno, sempre crollato. In cambio il diavolo avrebbe preso con sé l'anima del primo a transitare sul ponte, e per questo venne fatto passare un cagnolino. Il diavolo, adirandosi, avrebbe sbattuto violentemente le sue zampe sulle rocce circostanti formando le caratteristiche "Marmitte dei Giganti".
Secondo una ricerca condotta dal quotidiano la Repubblica, il ponte del Diavolo si collocherebbe tra i trenta ponti più belli d'Italia.

## Stile

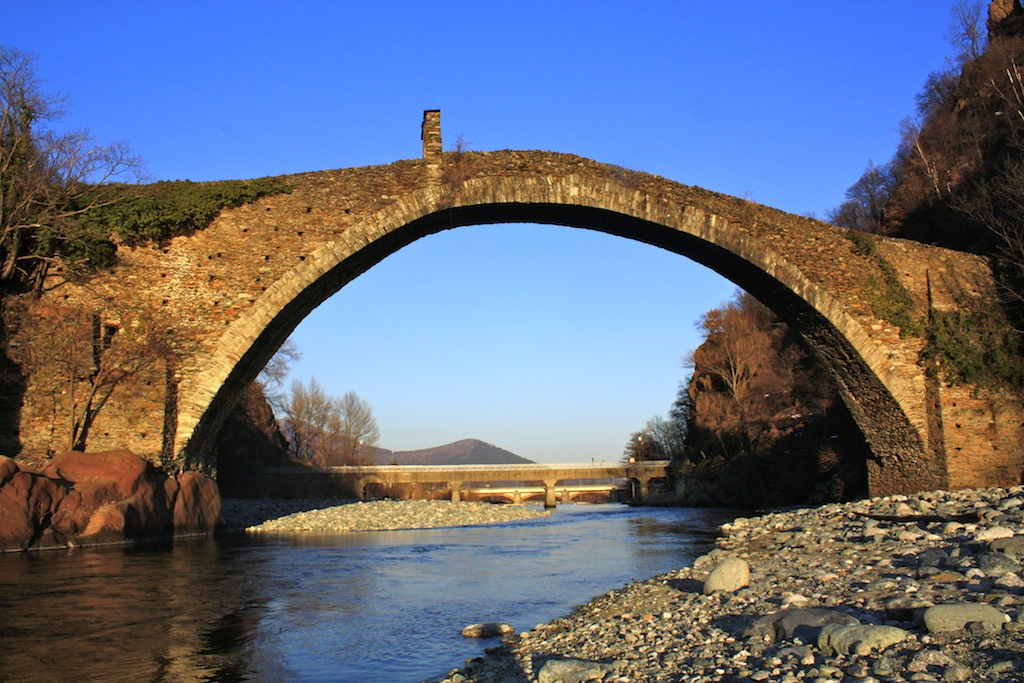
Il ponte del Diavolo sulla Stura di Lanzo

Il ponte, con una luce di 37 metri, un'altezza di 16, lunghezza di 65 e larghezza minima di 2,27, costruito a schiena d'asino, si trova in una stretta gola con le pareti a precipizio scavata dalle acque della Stura in tempi preistorici (era geologica, terziario?). Su di esso è stata costruita, il 15 luglio 1564, una porta che veniva chiusa allo scoppiare di epidemie (come la peste) per impedire il passaggio dei forestieri e preservare il borgo.

## Nella cultura di massa
Nell'Ottocento il ponte fu cantato da Giovanni Prati e Angelo Brofferio e, nel Novecento, dal poeta Nino Costa.